# 梁化鳳
梁化鳳（1620年—1671年），字翀天，陝西長安縣人。清初軍事人物。

## 生平
順治三年（1646年）武進士。順治四年（1647年），授山西高山衞守備。順治五年（1648年），從英親王阿濟格征討叛將姜瓖，攻克陽和城，擒獲瓖將郭二用。擢升為大同掌印都司。以戰功歷升都督僉事、副將，功績卓著，為清廷平定山西出力甚多。
順治八年（1651年），借補江南蕪永營參將。順治十二年（1655年），擢浙江寧波副將。明將張名振屯駐崇明平洋沙，總督馬國柱檄梁化鳳署任蘇松總兵。張名振進攻高橋，梁化鳳奔馳赴戰，擊敗張名振，收復平洋沙。順治十三年（1656年），實授蘇松總兵，在平洋沙沿海築壩十餘里，使其與陸地相連，并引水灌溉造田。
不久，鄭成功率軍北上，梁化鳳盡心竭力，擊敗鄭成功。敘功，授世職三等阿達哈哈番，并賜金甲、貂裘。
順治十七年（1660年），擢蘇松提督，加太子太保、左都督。次年，進世職三等阿思哈尼哈番。不久，江安廬鳳提督裁撤，化鳳任江南提督，反對在蘇、松沿海遷界。康熙十年（1671年）卒，贈少保，諡敏壯。乾隆初年，封三等男。

## 作品
工诗。《晚晴簃诗汇》收其诗一首。
- 夜雪

六出寒花云外飘，天宫错落撒琼瑶。
群鸦乱噪笼烟树，孤鹤频惊带月潮。
茅屋一时成玉宇，曲蹊忽转起银桥。
围炉共酌金罍酒，独惜山中有采樵。

## 身後
清王朝为他立过功德牌坊，现在的西安青年路东段，以前就叫梁府街；桥梓口南向东去，有一条街名叫梁家牌楼。 当年慈禧西逃到西安就住在梁府，惜文革中被拆毁，盖成了现在的青年路小学。 文革中，家藏文史资料，典籍，整麻袋的诰命圣旨和十余副画像被焚，雄伟宏富的众多石雕 碑刻也难逃此劫。 

## 延伸阅读
[在维基数据编辑]
 《清史稿·卷243》，出自趙爾巽《清史稿》